# Задонський Воїн Дмитрович
Задонський Воїн Дмитрович — російський генерал-лейтенант, учасник Наполеонівських війн. Засновник дворянського роду Задонських.

## Життєпис
Точна дата народження невідома. Під час Російсько-турецької війни його знайшли російські солдати рибалячим заради прожитку. Хлопчик не знав своє ім'я та походження. Його всиновив штаб-офіцер та зачислив у шестирічному віці до Таганрогського драгунського полку. Хлопчика назвали Воїном, по батькові Дмитровичем на честь князя Дмитра Донського, а прізвище йому дали Задонський, бо його знайшли за Доном. У 17-річному віці отримав звання прапорщика.
У 1804 році брав участь у п'яти битвах з кабардинцями, через чотири роки ходив у похід до Чечні. У 1810 бився з горцями за Кубанню. 12 жовтня 1811 був переведений до Астраханського кірасирського полку.

## Родина
Перша дружина - Марія Сергіївна (25.06.1791 - 27.07.1825), донька генерал-лейтенанта) Сергія Семеновича Борщова. У подружжя була єдина дитина:
- Софія Воїновна (22.06.1824 - 1.8.1834).

Друга дружина - Єлизавета Андріївна Донець-Захаржевська (1807-19.12.1882), донька ротмістра Андрія Яковича Донець-Захаржевського, представниця відомого слобідського козацького та шляхетського роду Донців-Захаржевських. Померла від хвороби печінки, похована на протестантському кладовищі в Генуї. Їх діти:
- Андрій Воїнович (1830-1870), штабс-ротмістр Кавалергардського полку.
- Олександр Воїнович (1834-?), генерал-лейтенант у відставці.
- Воїн Воїнович (1835-?), ротмістр Кавалергардського полку, помер до 1912 року.
- Володимир Воїнович (пом. 1882), корнет Кавалергардського полку, Вовчанський повіт повітовий предводитель дворянства.
- Іван Воїнович (1841-?), ротмістр Кавалергардського полку, помер до 1912 року.